# Jackson Mullane
Jackson Mullane (ur. 30 stycznia 1987 w Sydney) – australijski rugbysta, mistrz świata U-19 z 2006 roku, aktor telewizyjny.
W 2005 roku reprezentował stan w zespole U-19, a rok później znalazł się w australijskiej reprezentacji U-19, która zwyciężyła w rozegranych w Dubaju mistrzostwach świata w tej kategorii wiekowej. Na tym turnieju zagrał w jednym z pięciu spotkań zdobywając pięć punktów z przyłożenia.
Związany był z klubem Southern Districts. Był członkiem Akademii Waratahs i w 2006 roku uczestniczył w posezonowej wyprawie zespołu na Wyspy Brytyjskie, gdzie wystąpił w meczach z Saracens i Ulster. Początkowo nie został wybrany do udziału w jedynym rozegranym sezonie Australian Rugby Championship, jednak kontuzje spowodowały, iż zagrał zarówno dla zarówno dla Sydney Fleet, jak i Perth Spirit.
W 2007 roku został zaproszony na zgrupowanie kadry rugby siedmioosobowego.
Występował jako Outlaw w telewizyjnym show Gladiatorzy.
Ukończył St. Joseph's College oraz International Film School Sydney.
Jego ojciec, Greg, był graczem rugby league, zaś brat, Jye, występował w obu odmianach tego sportu.